# جائزة فلترينلي
جائزة فلترينلي (من "Premio Feltrinelli" الإيطالية، والمعروفة أيضًا باسم «جائزة Feltrinelli الدولية» أو "Antonio Feltrinelli Prize") هي جائزة للإنجاز في الفنون والموسيقى والأدب والتاريخ والفلسفة والطب والفيزيائية والرياضية العلوم. يديرها صندوق أنطونيو فيلترينيلي، تأتي الجائزة بمنحة نقدية تتراوح بين 50 ألف و 250 ألف يورو وشهادة وميدالية ذهبية.
تُمنح الجائزة، على الصعيدين الوطني والدولي، مرة كل خمس سنوات في كل مجال من قبل Accademia Nazionale dei Lincei الإيطالية. تُمنح جائزة أخرى بشكل دوري لمؤسسة استثنائية ذات قيمة معنوية وإنسانية. تعتبر الجمعية العلمية الأكثر تميزًا في إيطاليا، وقد تأسست في عام 1603 وتضمنت جاليليو جاليلي من بين أعضائها الأوائل.

## الفائزون بالجائزة
- 1956 (رياضيات)
  - جائزة مخصصة للمواطنين الإيطاليين (1.500.000 ل.ل.)
    - بيبو ليفي [4]
- 1957 (أدب)
  - جائزة مخصصة للمواطنين الإيطاليين (ل.ل. 5.000.000)
    - أنطونيو بالديني [5]
    - فيرجيليو جيوتي
    - فاسكو براتوليني

  - الجائزة العالمية (L.20.000.000)
    - ويستان هيو أودن
    - ألدو بالاتزيشي
- 1962 (أدب)
  - الجائزة مخصصة للمواطنين الإيطاليين
    - برونو سيكوناني
    - جوزيبي دي روبرتس
    - جون دوس باسوس
    - كارلو إميليو جادا
    - كاميلو سباربارو

  - جائزة دولية
    - أوجينيو مونتالي
- 1963 (الفنون)
  - جائزة مخصصة للمواطنين الإيطاليين (ل.ل. 5.000.000)
    - الرسم: مينو ماكاري
    - الموسيقى: جورجيو فيديريكو غيديني
    - السينما: Luchino Visconti

  - جائزة دولية
    - النحت: هنري مور
- 1964 (الطب)
  - الجائزة العالمية (L.25.000.000)
    - الطب التجريبي: والاس أو فين
    - العلوم الطبية والجراحية التطبيقية: ألبرت سابين
- 1966 (الفيزياء والرياضيات والعلوم الطبيعية)
  - جائزة مخصصة للمواطنين الإيطاليين (ل.ل. 5.000.000)
    - الرياضيات والميكانيكا والتطبيقات: Guido Stampacchia
    - الفيزياء والكيمياء والتطبيقات: Luigi Arialdo Radicati di Brozolo
    - علم الأحياء والتطبيقات: فيتوريو كابرارو

  - الجائزة العالمية (L.20.000.000)
    - الجيولوجيا: هاري هاري هاموند هيس

1972 (أدب)
- جائزة مخصصة للمواطنين الإيطاليين (10.000.000 ل.ل.)
  - السرد: إيتالو كالفينو
  - تاريخ ونقد اللغة الأدبية: Italo Siciliano
  - نظرية وتاريخ اللغة الأدبية: جيانفرانكو فولينا
  - الشعر: فيتوريو سيريني
  - الجائزة العالمية (L.20.000.000)
  - المسرح: إدواردو دي فيليبو

- 1981
  - الجائزة العالمية (L. 100.000.000)
- سول شبيجلمان
  - 1984 (طب)
- جائزة مخصصة للمواطنين الإيطاليين (ل.ل. 25.000.000)
  - روجيرو سيبيليني
- الجائزة العالمية (L. 100.000.000)
  - جيروم ليجون
  - روبرت آلان واينبرغ
- 1986 (العلوم الفيزيائية والرياضية والطبيعية)
  - جائزة مخصصة للمواطنين الإيطاليين (20.000.000 ل.ل.)
    - الرياضيات: لوسيلا باسوتي، كلوديو بروسيزي
    - علم الفلك والجيوديسيا والجيوفيزياء: فرناندو سانسو
    - الفيزياء والكيمياء: جورجيو باريزي، أليساندرو باليو، إميليو جاتي
    - الجيولوجيا وعلم الحفريات: Maria Bianca Cita Sironi
    - العلوم البيولوجية: ليليا البرغينا، لوتشيانو بوليني، بيترو كاليسانو
- الجائزة العالمية (L. 100.000.000)
  - الكيمياء: آلان باترسبي
- 1989 (الطب)
  - الجائزة العالمية (L. 100.000.000)
    - جوزيبي أتاردي
- 1990
  - الجائزة العالمية (ل. 150.000.000)
    - روبرت روزويل بالمر
- 1991
  - الجائزة العالمية (ل. 150.000.000)
    - ألفريد إدوارد رينجوود
- 1992 (أدب)
  - جائزة مخصصة للمواطنين الإيطاليين (ل.ل. 50.000.000)
    - لوتشيانو أنشيسكي
- الجائزة العالمية (L.200.000.000)
  - جون آشبري
- 1993 (الفنون)
  - جائزة مخصصة للمواطنين الإيطاليين (ل.ل. 50.000.000)
    - إميليو فيدوفا
- 1995
  - جائزة مخصصة للمواطنين الإيطاليين (100.000.000 ل.ل.)
    - سيباستيانو تيمبانارو
- 1998 (الفنون)
  - الجائزة مخصصة للمواطنين الإيطاليين (125.000.000 ل.ل)
    - اللوحة: كارلو ماريا مارياني
    - السينما: مايكل أنجلو أنطونيوني
    - النحت: جوليانو فانجي
    - المسرح: لويجي سكوارزينا
    - الجائزة العالمية (L. 300.000.000)
    - العمارة: خوسيه رافائيل مونيو فاليس
- 1999 (الطب)
  - الجائزة العالمية (L. 300.000.000)
    - أرفيد كارلسون
- 2002 (أدب)
  - الجائزة مخصصة للمواطنين الإيطاليين (65.000 يورو)
    - بييرو بويتاني
    - دانييل ديل جوديس
- 2003 (الفنون)
  - الجائزة مخصصة للمواطنين الإيطاليين (65.000 يورو)
    - السينما: إرمانو أولمي
    - تصوير: Mimmo Jodice
    - اتجاه الأوركسترا: ريكاردو تشيلي
    - النقش: جيدو سترازا
    - الجائزة الدولية (250.000 يورو)
    - الموسيقى: سلفاتوري سكارينو
- 2004 (الطب)
  - الجائزة الدولية (250.000 يورو)
    - جوتفريد شاتز
- 2006
  - الجائزة مخصصة للمواطنين الإيطاليين (65.000 يورو)
    - ألبرتو بريسان
    - جيوفاني جونا لاسينيو
    - الجائزة الدولية (250.000 يورو)
    - شاول بيرلماتر
- 2007 (أدب)
  - الجائزة الدولية (250.000 يورو)
    - بريان ستوك
- 2008 (الفنون)
  - الجائزة الدولية (250.000 يورو)
    - جوها ليفيسكا
- 2009 (الطب)
  - الجائزة مخصصة للمواطنين الإيطاليين (65.000 يورو)
    - رينو رابولي
    - الجائزة الدولية (250.000 يورو)
    - ايرا باستان
- 2011
  - الجائزة مخصصة للمواطنين الإيطاليين
    - كريستوفر هاكون
- 2014 (طب)
  - جائزة دولية
    - كريس دوبسون
- 2016
  - الجائزة مخصصة للمواطنين الإيطاليين
    - ألبرتو مانتوفاني